# Hemicyciophora chathami
Hemicyciophora chathami är en rundmaskart. Hemicyciophora chathami ingår i släktet Hemicyciophora och familjen Criconematidae. Utöver nominatformen finns också underarten H. c. major.